# Han (folyó, Korea)
A Han (hangul: 한강, Hangang, handzsa: 漢江) Dél-Korea negyedik leghosszabb folyója, mely keresztül folyik Szöul városán és a Sárga-tengerbe torkollik. Fontos közlekedési és kereskedelmi útvonal volt Korea történelme során, valamint a főváros védelmében is jelentős szerepet játszott.

## Földrajza
Az Északi-Han (Pukhangang (Bukhangang)) és a Déli-Han (Namhangang) összefolyásából keletkezik, mindkettő a Thebek (Taebaek)-hegységben ered. Délkeletről fut északkeleti irányban. Alsó szakaszán határfolyó Észak-Koreával.
A folyóban több sziget is képződött, egyikük, Joido (Yeouido) (여의도) Szöul határain belül fekszik és a város banknegyede található itt. Torkolatánál található a Kanghvado (Ganghwado) sziget.
Főbb mellékfolyói: jobbról az Imdzsin (Imjin), balról a Szojang (Soyang).
Főbb települések a folyó mentén: Szöul.

## Hidak
A Szöuli Fővárosi Terület határain belül 27 híd szeli át a Han folyót, ezek nyugatról kelet felé haladva:
- Ilszan (Ilsan) híd; 일산대교
- Kimpho (Gimpo) híd; 김포대교
- Hendzsu (Haengju) híd; 행주대교
- Panghva (Banghwa) híd; 방화대교
- Kajang (Gayang) híd; 가양대교
- Szongszan (Seongsan) híd; 성산대교
- Janghva (Yanghwa) híd; 양화대교
- Tangszan (Dangsan) vasúti híd; 당산철교
- Szogang (Seogang) híd; 서강대교
- Mapho (Mapo) híd; 마포대교
- Vonhjo (Wonhyo) híd; 원효대교
- Hangang vasúti híd; 한강철교
- Hangang híd; 한강대교
- Tondzsak (Dongjak) híd; 동작대교
- Panpho (Banpo) híf és Csamszu (Jamsu) híd; 반포대교와 잠수교
- Hannam híd; 한남대교
- Tongho (Dongho) híd; 동호대교
- Szongszu (Seongsu) híd; 성수대교
- Jongdong (Yeongdong) híd; 영동대교
- Cshongdam (Csheongdam) híd; 청담대교
- Csamsil (Jamsil) híd; 잠실대교
- Csamsil (Jamsil) vasúti híd; 잠실철교
- Olimpiai híd; 올림픽대교
- Cshonho (Cheonho) híd; 천호대교
- Kvangdzsin (Gwangjin) híd; 광진교
- Kangdong (Gangdong) híd; 강동대교
- Phaldang (Paldang) híd; 팔당대교

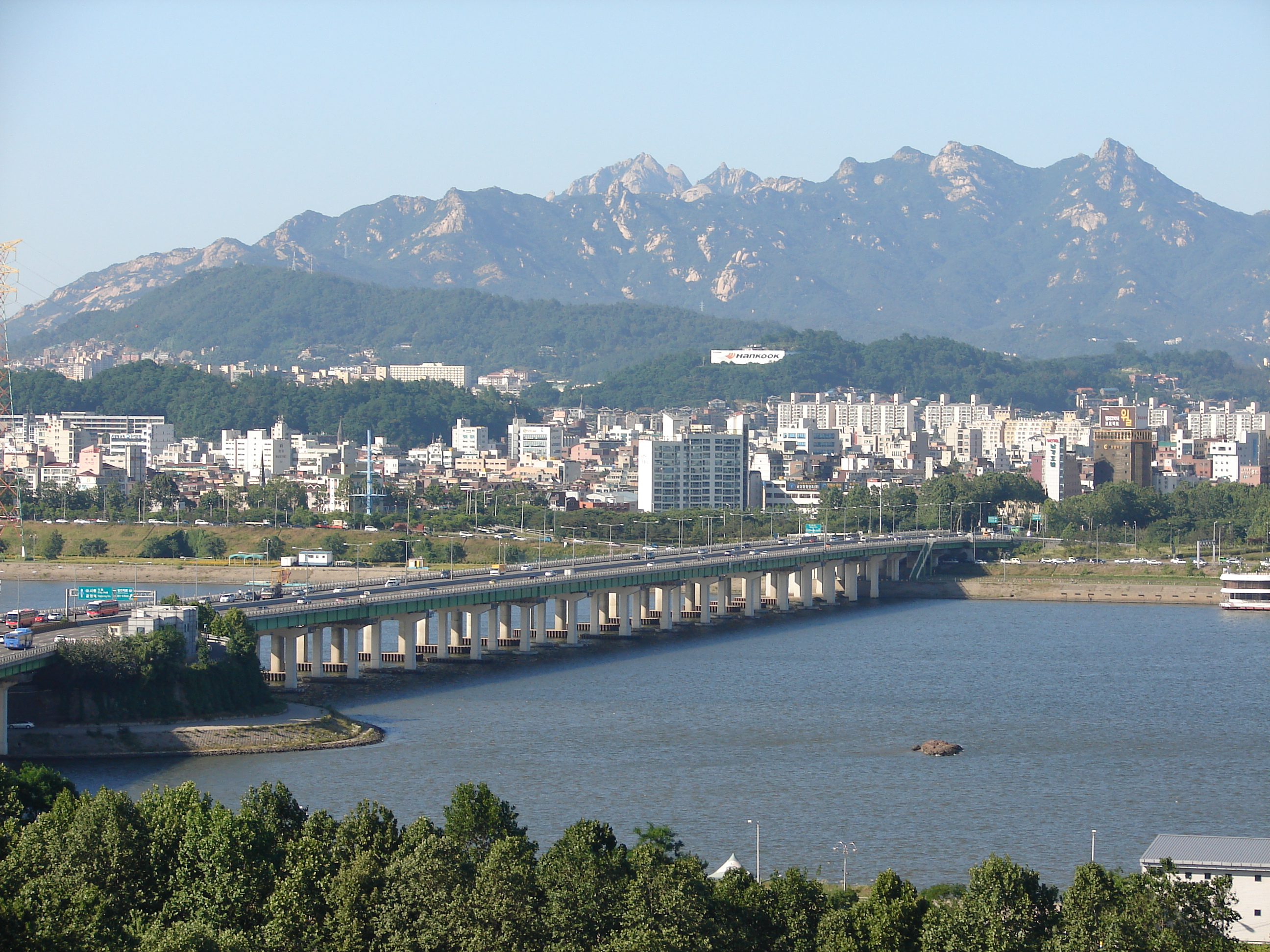
Janghva (Yanghwa) híd
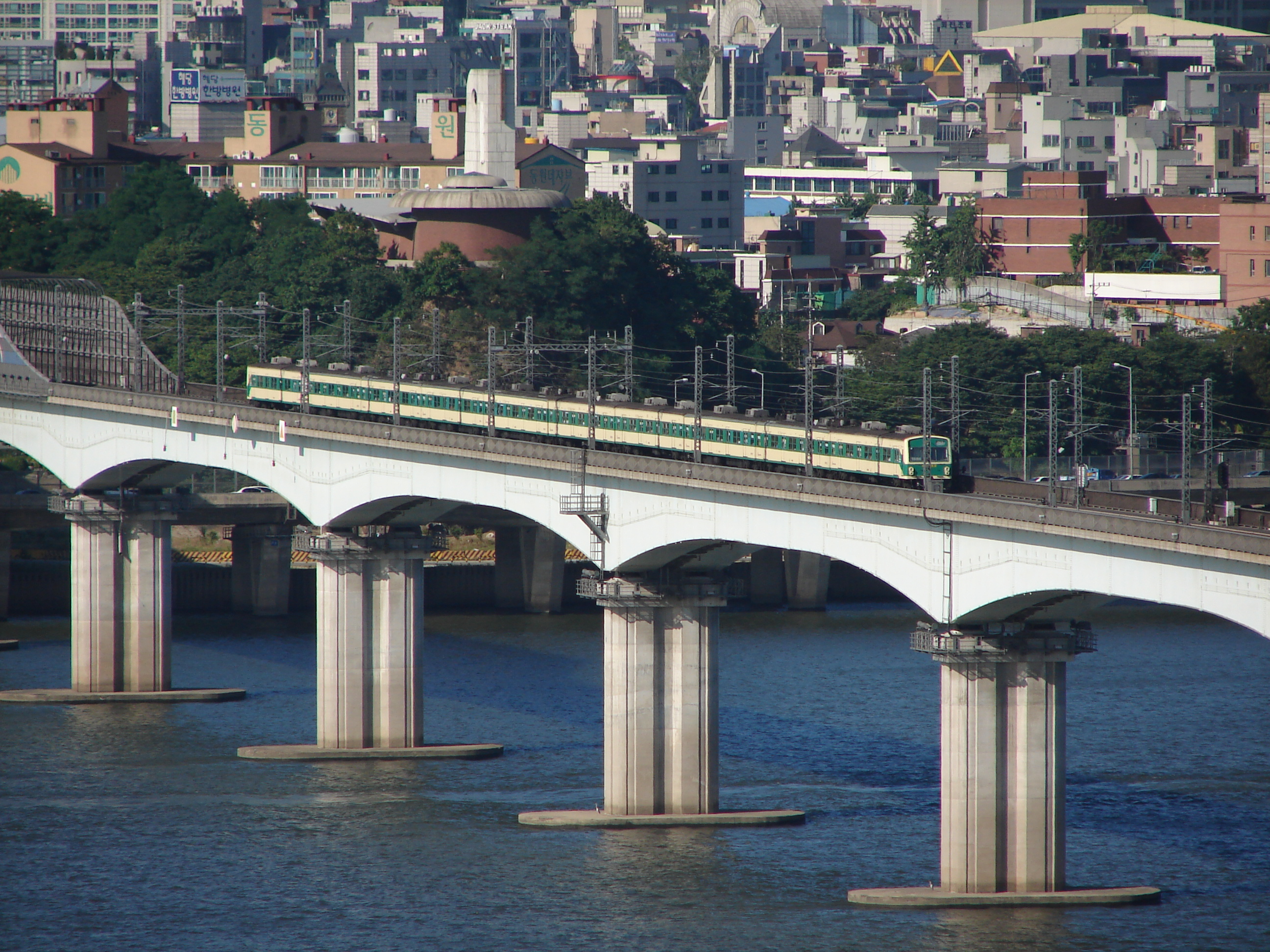
Tangszan (Dangsan) vasúti híd
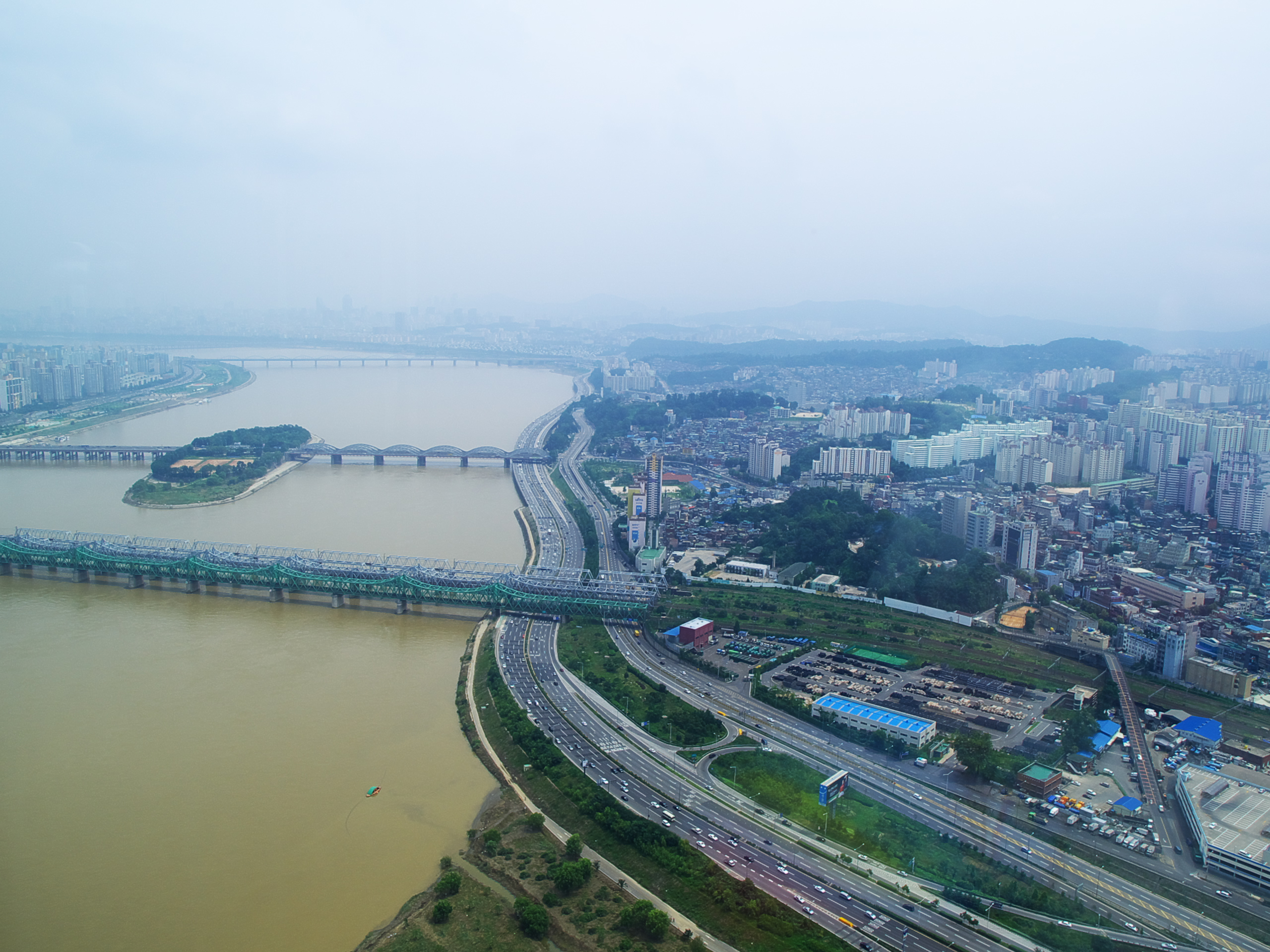
Hangang vasúti híd és Hangang híd
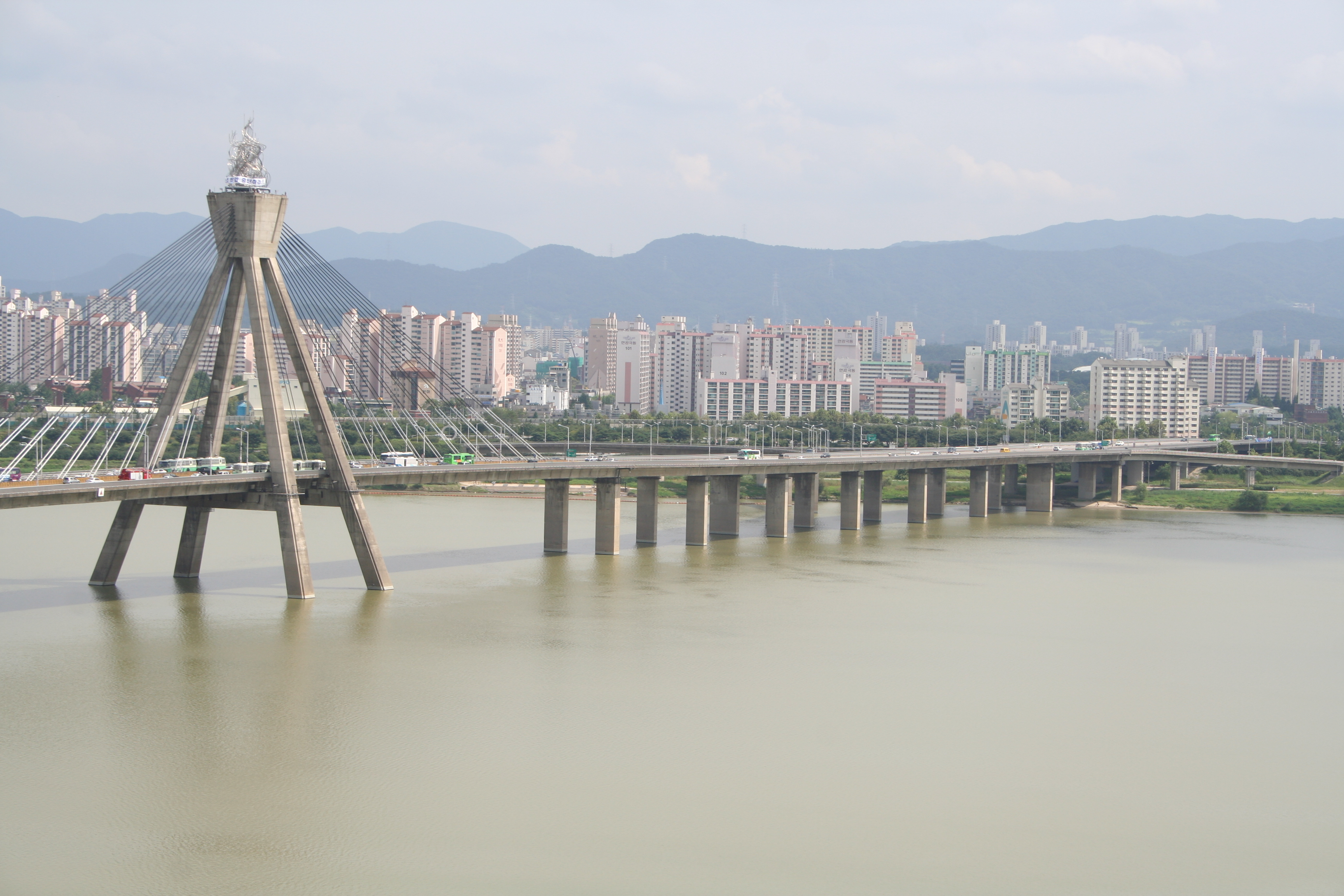
Olimpiai híd